# Atik Sinan
Sinaüddin Yusuf bin Abdullah, noto come Atik Sinan e Âzadlı Sinan (... – Istanbul, 1471), è stato un architetto ottomano di origine greca del XV secolo. Progettò il primo grande gruppo di edifici costruiti dopo la conquista di Istanbul, la Moschea Fatih ed il complesso di edifici, costruiti nel periodo dal 1463 al 1470 su commissione del sultano ottomano Mehmed II il Conquistatore.
 
Da due atti di donazione di Atik Sinan datati 1464 e 1468, si capisce che lasciò in eredità tutte le sue proprietà alla piccola moschea, alle logge sufi (zawiya) e alla scuola che costruì a Fatih.
Le logge e le scuole menzionate nei documenti non sono sopravvissute fino ai nostri giorni mentre la moschea è conosciuta non con il nome dell'architetto Atik Sinan, ma come Kumrulu Mescit (moschea delle colombe), dal rilievo di due colombe nella fontana all'angolo dell'ingresso. La tomba di Atik Sinan si trova nell'adiacente cimitero (hazira) della moschea.
 
La leggenda narra che, poiché l'architetto non riuscì a rendere la cupola della moschea più grande e più alta della cattedrale bizantina di Santa Sofia, Mehmed II, deluso e arrabbiato, fece amputare la mano dell'architetto.